# كارول كريستنسن
كارول كريستنسن (بالإنجليزية: Carol Christensen) هي ممثلة أمريكية، ولدت في 14 سبتمبر 1937 بديترويت في الولايات المتحدة، وتوفيت في 4 يونيو 2005 برانتشو ميراج في الولايات المتحدة.

## وصلات خارجية
- كارول كريستنسن على موقع IMDb (الإنجليزية)
- كارول كريستنسن على موقع قاعدة بيانات الفيلم (الإنجليزية)